# Cyrix III
A Cyrix III egy x86-kompatibilis Socket 370 foglalatú mikroprocesszor. A VIA Technologies jelentette meg 2000 februárjában. A VIA röviddel ezelőtt vásárolta meg a Centaur Technology és a Cyrix céget. A Cyrix III magok ennek a két cégnek a tervein alapulnak.

## CPU magok

### Joshua
A Cyrix III CPU-k előzetes szériája a 22 millió tranzisztort tartalmazó Joshua magon alapul, amelyet a Cyrix tervezett. Ez a processzor nem került forgalomba.
Ez a CPU egy tipikus Cyrix tervezésű eszköz: szuperskalár, spekulatív végrehajtású, nagy órajelciklusonkénti utasításszámú (magas IPC) processzor, viszonylag alacsony órajelekkel. Saját kialakításai előnyeinek kihangsúlyozására a Cyrix egy „P-Rating” elnevezésű értéket használt az órajel helyett. A processzor egy javított lebegőpontos egységet kapott az elég gyengén teljesítő 6x86/MII sorozatban szereplő helyett. Mikor a csip az elbírálók elé került, a súlyozott integer/lebegőpontos teljesítménye ennek ellenére elég alacsonynak bizonyult a konkurenciával összehasonlítva.

### Samuel
Mivel a Joshua mag vegyes eredményt mutatott fel a hőtermelés, magméret és teljesítménybeli jellemzők terén, a VIA szinte azonnal átváltott a 11 millió tranzisztort tartalmazó Samuel magra, amely a Centaur Technology tervezése. A Samuel mag egy egyszerűbb kialakítás, mivel a WinChip processzorok termékvonalába tartozik, tulajdonképpen ez a ki nem bocsátott WinChip 4-es processzor. A Samuel nagyobb órajelekre volt tervezve, L1 gyorsítótára is nagyobb (L2 gyorsítótára nincs), és kisebb csíkszélességű technológiával volt gyártható. Bár a Cyrix III ezen verziójának teljesítménye még mindig elmaradt a konkurens Intel és AMD csipek teljesítményétől, a fogyasztását hatékonyan használta ki és tranzisztorszáma feleannyi volt, mint a Cyrix alkotásáé.
A VIA elvetette a sokat kritizált „P-Rating” teljesítményindexet, és a Samuel processzortól kezdve visszatért az órajel-alapú osztályozáshoz.

### Samuel 2
A Samuel 2 mag a Samuel mag revíziója. A Centaur Technology tervezőcsapata lapkára integrált 64 KiB L2 gyorsítótárat adott a kialakításhoz és 150 nm-es gyártási folyamatra váltottak. A változtatások megnövelték az órajelenkénti végrehajtást, csökkentették a fogyasztást és növelték az órajelstabilitást is.

## Átnevezés
A VIA Cyrix III típust később átnevezték VIA C3-ra, mivel már nem a Cyrix technológián alapult.

## Fordítás
Ez a szócikk részben vagy egészben  a   Cyrix III című angol Wikipédia-szócikk ezen változatának fordításán alapul.  Az eredeti cikk szerkesztőit annak laptörténete sorolja fel. Ez a jelzés csupán a megfogalmazás eredetét és a szerzői jogokat jelzi, nem szolgál a cikkben szereplő információk forrásmegjelöléseként.